# Cixius trifasciata
Cixius trifasciata är en insektsart som beskrevs av Stephens 1829. Cixius trifasciata ingår i släktet Cixius och familjen kilstritar. Inga underarter finns listade i Catalogue of Life.